# Zebín
Zebín ist ein Hügel im okres Jičín, Tschechien. Er liegt etwa 2 Kilometer nordöstlich der Stadt Jičín an der Straße nach Valdice. Zebín steht seit 1980 als Naturdenkmal unter staatlichem Schutz. Das Schutzgebiet ist 5,73 Hektar groß.

## Geologie
Die tertiäre vulkanische Basaltkuppe ist mit 7 Millionen Jahren relativ jung. Sie erreicht eine Höhe von 400 m n.m. und ragt damit als höchste Erhebung aus der flachen Landschaft des Jitschiner Beckens (Jičínská kotlina) heraus. Die ursprüngliche Gestalt des Hügels ist weitgehend erhalten geblieben. Geschlossene Blöcke von Porzellanit, die beim Kontakt des aufsteigenden Magmas mit dem umgebenden Gestein entstanden, weisen Spuren von Oberflächenverwitterung auf. 

## Frühe Besiedlung
Die Gegend am Fuße des Hügels ist seit prähistorischer Zeit besiedelt. Nachgewiesen sind zwei jungsteinzeitliche Siedlungen, eine Siedlung der Lausitzer Kultur und ein hochmittelalterliches Dorf mit dem Namen Zebín, das vermutlich in den Hussitenkriegen unterging. 1608 wird ein Meierhof, 1623 ein Wirtshaus erwähnt. 

## Barocke Landschaftskomposition
Im 17. Jahrhundert, als Wallenstein Jičín zur Residenzstadt seines Fürstentums Friedland auszubauen begann, bezog er die Kuppe in die Geometrie der komponierten frühbarocken Landschaft ein. Unweit von Zebín entstand die Sommerresidenz Wallensteins und die Kartause in Valdice, die gotische Allerheiligen-Kirche am Fuße des Hügels erhielt ihre bis heute erhaltene barocke Gestalt. Der Hügel selbst war zu Wallensteins Zeiten noch kahl. Die barocke Kapelle auf dem Gipfel, ein heute weithin sichtbares Wahrzeichen, legten die Kartäuser erst um 1700 an. Der Maria Magdalena geweihte Sakralbau wurde 2005 restauriert und 2006 für ökumenische Gottesdienste neu eröffnet.

## Gegenwart
Bis in die Mitte des 20. Jahrhunderts war Zebín kultiviertes Land. Ein ursprünglicher Waldbestand ist nicht erhalten. Die Bewohner der umliegenden Siedlungen nutzten den Hügel als Viehweide, im 19. Jahrhundert wurde ein Steinbruch und Akazien-Pflanzungen, zu Beginn des 20. Jahrhunderts ein Kirschgarten angelegt. Seit den 1950er Jahren verwildert das Gelände. Der Berg ist mit Halbtrockenrasen-Vegetation, Buschwerk und wilden Kirschen bestanden. Neben einem markierten Weg führen zahlreiche Trampelpfade zum Gipfel. Die Vegetationsdecke wird durch Fußgänger, Motocross-Fahrer und Reiter beeinträchtigt. Geologisch, botanisch und zoologisch gilt die Lokalität als interessant, aber nicht außergewöhnlich. Der Status als Naturdenkmal ist vor allem darauf gegründet, dass der Hügel nach wie vor als markanter Blickfang die Jitschiner Landschaft dominiert.